# Jacques Tukumbé Nyimbusède Anyilunda
Jacques Tukumbé Nyimbusède Anyilunda (ur. 1946 w Kandé) – togijski duchowny rzymskokatolicki, w latach 1996-2016 biskup Dapaong.

## Życiorys
Święcenia kapłańskie przyjął 5 lipca 1973. 3 grudnia 1990 został prekonizowany biskupem Dapaong. Sakrę biskupią otrzymał 13 kwietnia 1991. 15 listopada 2016 zrezygnował z urzędu.